# 深潛救生艇

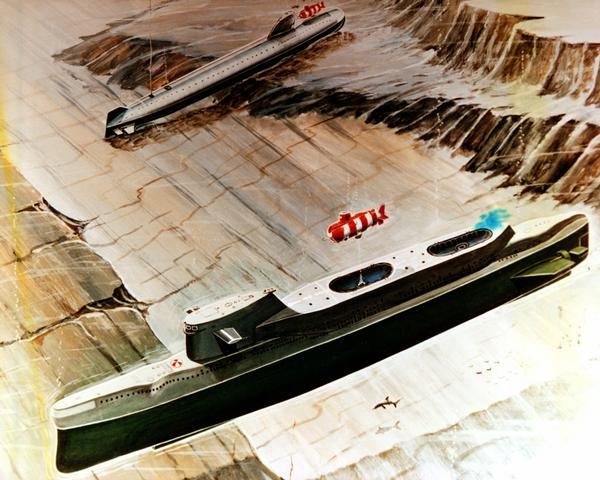
940級/I級潛艇救援母艦，配備1837型救援潛艇

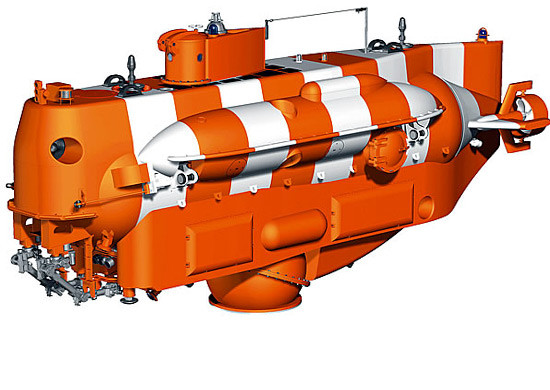
蘇聯、俄羅斯現役1827型深海救援潛艇

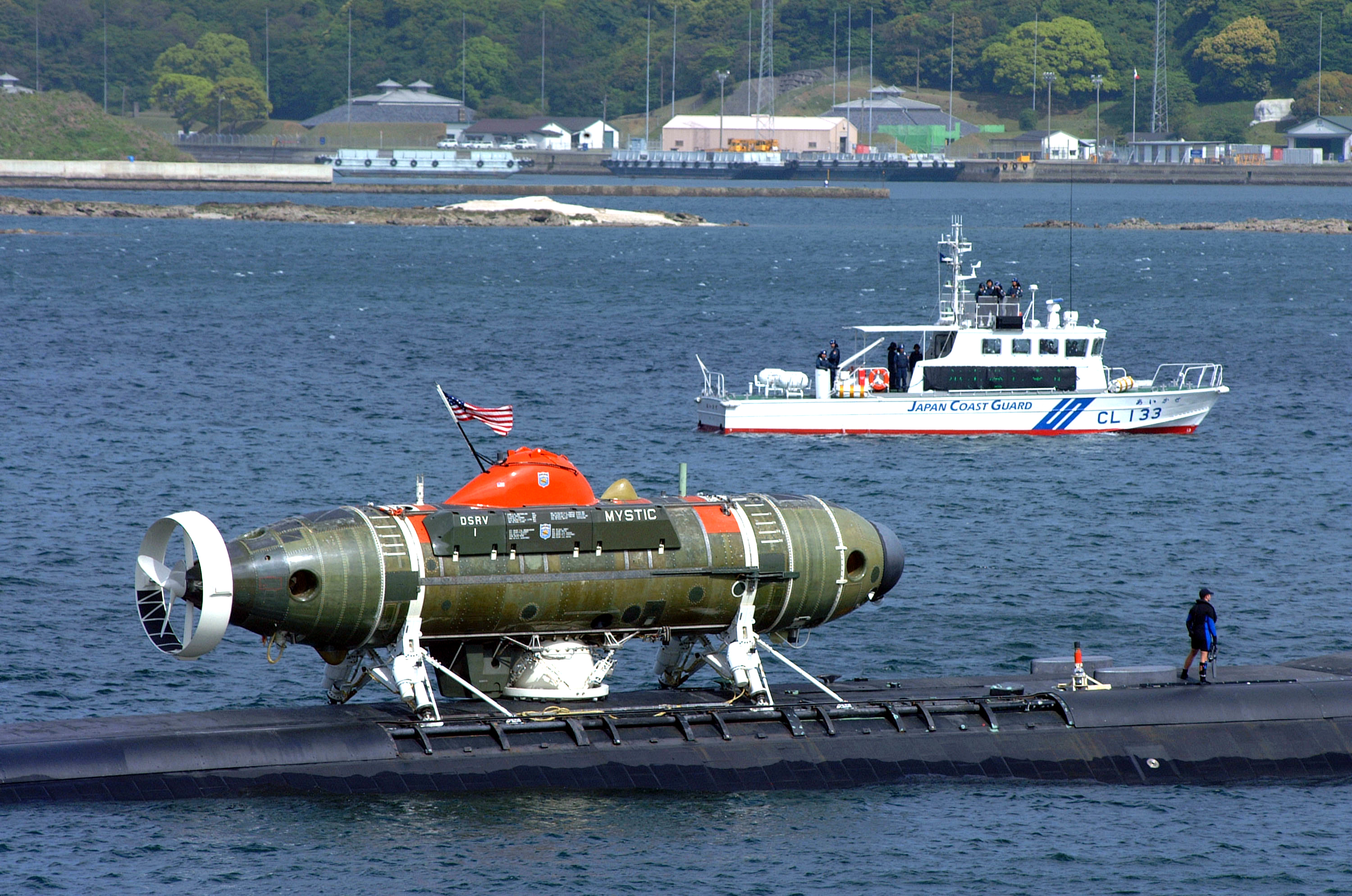
美國海軍的DSRV-1 Mystic救援潛艇

深潛救生艇（英語：Deep Submergence Rescue Vehicle，縮寫：DSRV），又稱深潛救援載具、深潛救難艇，是一種在深海中執行潛艇救援作業的小型潛艇。深潛救生艇被美國海軍廣泛使用，其他國家也有不同設計的相同功能潛艇，除了救援，也有部分深潛救生艇可用於水下祕密任務。
美國的DSRV有三個球形倉，最前方的被稱之為控制倉，駕駛員及其助手在此工作。後方兩個艙可供搜援人員乘坐以提供其他操作。設計上，可在600公尺深的水下一次救援24名人員，最大工作深度為1500公尺。深潛修理船前後方各配置一組電池提供電力、壓力設施及維生設備所需的電力。密封設備中使用到水銀使船隻能在最大45度的範圍內以任意的角度接合待救援的潛艇。當船隻以C-5運輸機運送時，可在24小時內抵達世界任一角落。
DSRV可搭配母潛艦（Mother Submarine，縮寫 MOSUB），通常是潛艇救援船一起作業。除了美國海軍之外，部分北約國家（例如英國及法國海軍）的潛艇也可結合MOSUB一起執行救援作業。

## 外部鏈接
维基共享资源上的相關多媒體資源：深潛救生艇